# Okaihau
Okaihau ist ein Dorf im Far North District der Region Northland auf der Nordinsel von Neuseeland.

## Geographie
Das Dorf befindet sich rund 10 km nordnordwestlich von Kaikohe und rund 1,5 km vom Lake Ōmāpere entfernt. Der New Zealand State Highway 1 führt nördlich des Dorfzentrums vorbei und verbindet das Dorf mit dem rund 27 km entfernten Kawakawa im Südosten und dem rund 50 km entfernten Kaitaia im Nordwesten.

## Geschichte
1845 errichtete der Māori-Häuptling Tamati Waka Nene in der Nähe des heutigen Dorfes ein Pā (Māori-Dorf) und unterstützte am 8. Mai 1845 britische Truppen beim Angriff auf das Dorf und die Befestigungsanlage des Māori-Häuptlings Hone Heke, die sich in der Nähe an den Ufern des Lake Ōmāpere befand. Ab 1864 wurde die Gegend von Einwanderern aus Kanada besiedelt.
Der Ort war seit dem 29. Oktober 1923 Endpunkt der Bahnstrecke Otiria–Okaihau. 1976 wurden hier der Personenverkehr und 1987 der Güterverkehr eingestellt, die Strecke stillgelegt und die Gleise abgetragen. Der ehemalige Bahnsteig befindet sich neben einer Fläche, die früher der Güterbahnhof war. Nördlich des Dorfes befindet sich der nördlichste Eisenbahntunnel Neuseelands, der zu einer bereits nahezu fertiggestellten Verlängerung der Strecke nach Rangiahua gehört, die aber nie in Betrieb genommen wurde.
Die ersten offiziellen Aufzeichnungen über eine Schule des Dorfes stammen aus dem Jahr 1874. Zuvor hatte Joseph Harrison bereits seit 1870 oder 1871 als Lehrer im Ort unterrichtet. Die Siedler organisierten über den Parlamentsabgeordneten für Bay of Islands, McCloud, das Bauholz für eine Schule, und die Regierung erklärte sich bereit, die Schule zu bauen und einen Lehrer zu bezahlen. 1874 wurde die Schule mit anfangs 21 Schülern eröffnet.
Bis 1938 gab es keine weiterführende Bildungseinrichtung in der Nähe von Okaihau. Die Schüler mussten entweder nach Auckland oder Whangārei ins Internat oder aber mit der Okaihau-Bahnverbindung nach Kaikohe pendeln. 1938 legte man kleinere Schulen der Gegend zusammen und eröffnete die Consolidated School mit rund 180 Schülern.
1947 wurde die Schule wegen steigender Schülerzahlen zur Distrikt-High School hochgestuft, 1973 zum Okaihau College umstrukturiert und zeitgleich eine neue Grundschule gegründet. Ende 1973 besuchten 263 Schüler das College und 219 die Grundschule.

## Bevölkerung
Zum Zensus des Jahres 2013 zählte der Ort 696 Einwohner, 2,9 % weniger als zur Volkszählung im Jahr 2006.

## Bildungswesen
Das Okaihau College besuchen Schüler aus der weitläufigen Gegend, wobei Schulbusverbindungen bis zum rund 50 Straßenkilometer entfernten Kohukohu und bis zum rund 44 Straßenkilometer entfernten Waima reichen. Im Jahr 2017 zählte die Schule rund 500 Schüler, aufgeteilt auf die Jahrgangsklassen 7 bis 13. Die Grundschule Okaihau Primery School deckt die Jahrgangsklassen 1 bis 6 ab und zählte 2016 rund 160 Schüler.